# Maytenus harrisii
Maytenus harrisii är en benvedsväxtart som beskrevs av Krug och Urb. Maytenus harrisii ingår i släktet Maytenus och familjen Celastraceae. Inga underarter finns listade.